# 立志学舎
立志学舎（りっしがくしゃ）は、板垣退助、片岡健吉らによって結成された政治結社立志社が民権思想普及のために明治初期に土佐に開設した教育機関。京都の「天橋義塾」などと並ぶ自由民権運動士族政社の一つ。

## 概略

### 発端

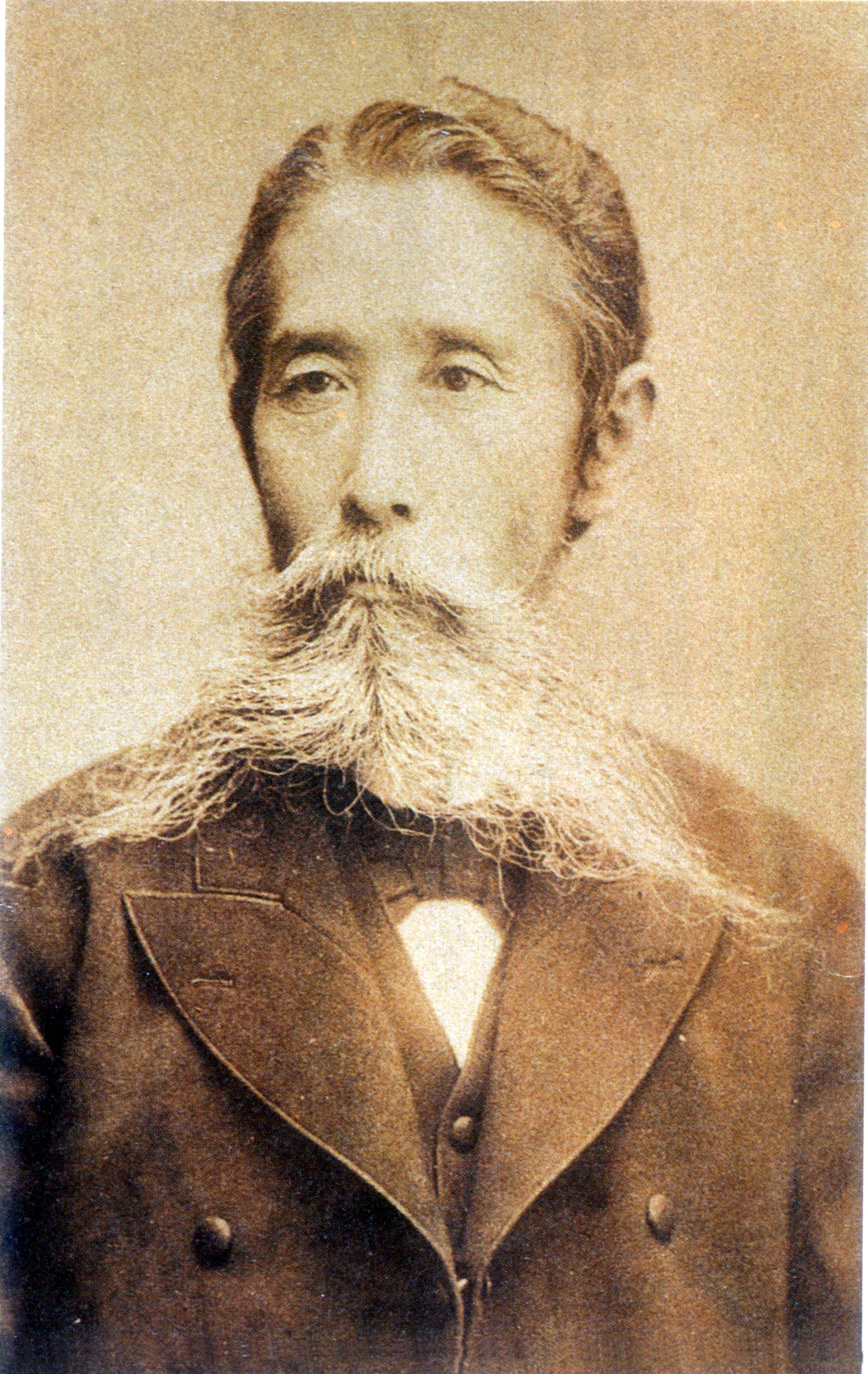
板垣退助

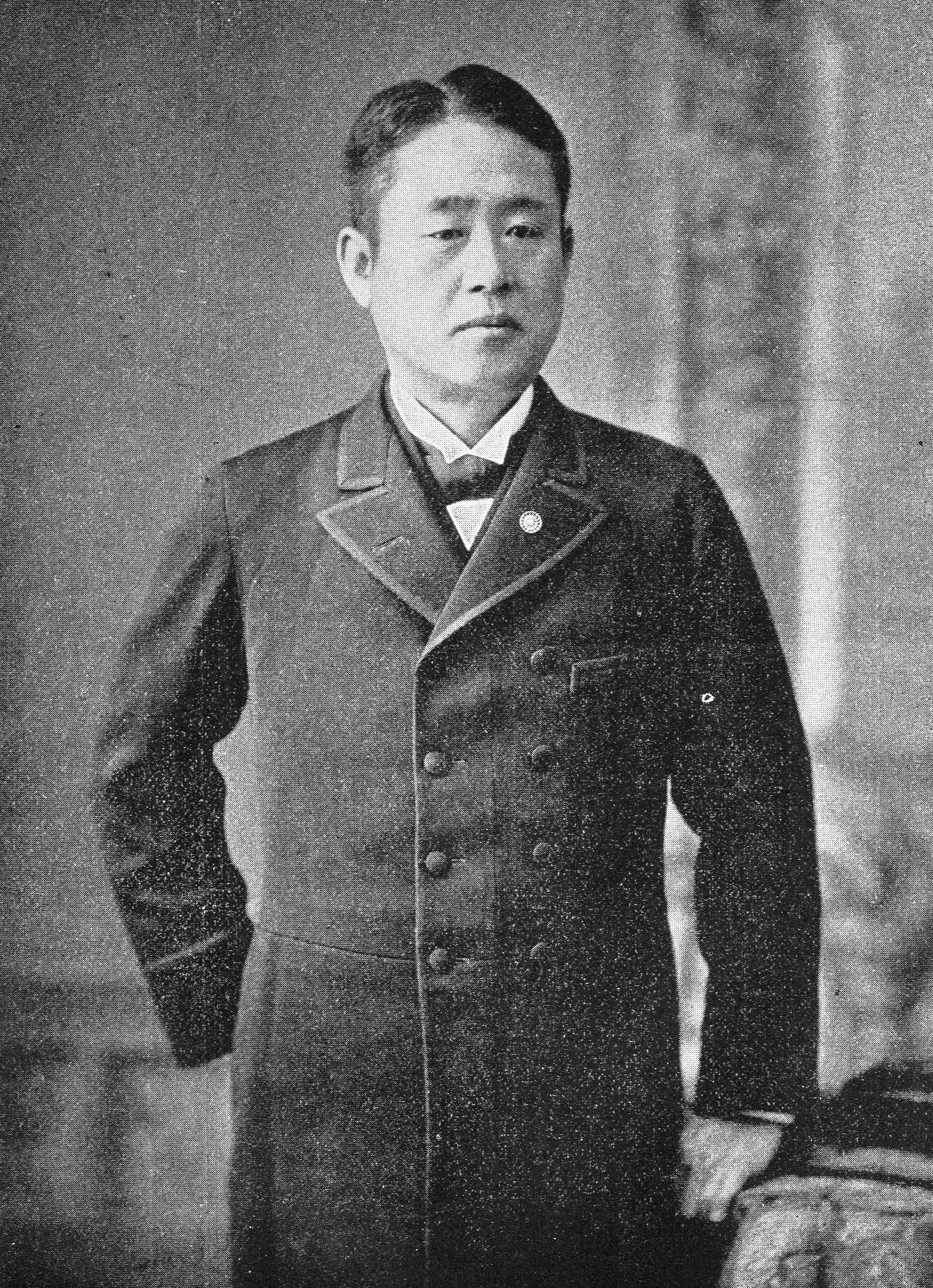
片岡健吉

明治6年（1873年）、征韓論の結果、西郷隆盛、板垣退助、後藤象二郎らは参議を辞したが、政府の対応に不満を抱いた世論の大勢はこれを拍手喝采で迎えた。軍人・官僚の中でも同調して官を辞する者が600人余りに上る（明治六年政変/征韓論政変）。
土佐派武官の辞官者である片岡健吉、山地元治、植木枝盛、林有造らは、山内容堂の墓前で結束を誓い海南義社を結成。また文官の辞官者たちは銀座の倶楽部に集まって幸福安全社を結成。土佐派はこの二派が合流して不平士族の中心としなり、明治7年（1874年）1月、板垣退助を盟主として愛国公党を結成し、『民撰議院設立建白書』を左院に提出した。しかし、同日、海南義社の士族の急進派が赤坂喰違で岩倉具視を襲撃。これが報じられると、却って不平士族たちの意見は遠ざけられ、建白書も時期尚早として容れられなかった。そのため、各人は国許に帰って国会開設のための運動組織を結成し尽力することなどを取り決めて続々と帰郷した。その後、江藤新平が佐賀の乱で挙兵して敗れると片岡や林を頼って土佐に逃げてきたが、土佐でもかくまいきれず、3月末に甲浦で逮捕された。

### 結成
板垣が高知に帰郷したのは3月26日で、彼を中心にして4月10日に立志社が結成され、士族授産と学校設立による新時代教育を開始した。明治8年（1875年）2月11日の大阪会議での板垣の参議復活や後藤の政府への復帰などを経て、のち大日本帝国憲法が制定され帝国議会が開設され、さらに日露戦争の結果、不平等条約が改正されると自由民権運動の理念が成就され、充実した成果を表した。

### 教授陣

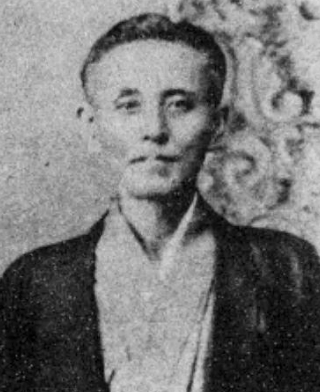
深間内基。三春町生まれで慶應義塾出身

教員には慶應義塾を卒業した江口高邦（徳富蘇峰の従兄弟）と深間内基（ジョン・スチュアート・ミルの『男女同権論』訳者）、矢部善蔵を迎え、次いで土佐藩藩校教授だった塚原周造、久米弘行、森春吉が駆けつけ、慶應義塾と同じカリキュラムが組まれ、フランソワ・ピエール・ギヨーム・ギゾーの文明史、高水準の政治学、経済学、歴史学、地理学などを教授した。明治10年には永田一二、吉良亨、明治11年には門野幾之進、城泉太郎が赴任した。特徴的なのは、法律研究所や新聞縦覧所を置いて『高知新聞』を発行するなど多様な教育を行っていた事である。
明治16年(1883年)に立志社の解散に伴い閉鎖されたが、板垣退助の嫡男・板垣鉾太郎の手によって、明治20年5月、山田平左衛門を校長として種崎に泰平学校が設立され、教育方針が引き継がれた。

### その後
板垣鉾太郎の建てた泰平学校は経営難により閉校。しかし、立志学舎のあった場所の一つである板垣退助旧邸(現・高野寺)に、頭山満らの尽力により、昭和12年4月6日『板垣会館』が建てられ、民権論の研究などが復活。昭和20年(1945年)7月4日の高知大空襲で罹災するまで継続した。その後、平成11年、東京都墨田区太平に、立志学舎の理念を引き継ぐ形で立志舎高等学校が創立され現在に至っている。

## 場所の変遷
高知県高知市九反田の開成館にあった立志学舎は、明治9年(1876年)、板垣退助(乾家)の旧邸を譲り受け高知市中島町(現・高野寺)へ移った。この立志学舎は慶應義塾から教員を招聘し、英学を中心とした教育を行い「関西の慶應義塾」とも呼称された。

## 門下生
- 植木枝盛
- 坂本直寛
- 西原清東
- 武市安哉

## 補註
1. ↑  福島県「深間内基」慶應義塾
2. ↑  『板垣精神』
3. ↑  学校法人立志舎高等学校
4. ↑  この頃の板垣退助の家は高知市潮江新田
5. ↑  『自由のともしび』第76号(2014年3月)